# 布喀達坂峰
布喀达坂峰（又称新青峰、博卡雷克塔格山）位于中华人民共和国青海省海西蒙古族藏族自治州格尔木市境，“布喀达坂”为维吾尔语，意为“野牛岭”。
布喀達坂峰及周围山峰组成新疆维吾尔自治区和青海省之间的一个山脉，位于青藏高原腹地，为昆仑山脉的一部分。平均雪线高度5550米，冰川面积243.6平方公里，有53条冰川，其中最大的布喀冰川，长24.2公里。布喀达坂峰最高海拔6,860（22,507英尺），为青海省最高峰。由于1,922（6,306英尺）的地形突起度，它也是一个极端突出类山峰。